# Гавр-4 (кантон)
Гавр-4 (фр. Havre-4) — кантон во Франции, находится в регионе Нормандия, департамент Приморская Сена. Входит в состав округа Гавр.

## Состав кантона с 22 марта 2015 года
В состав кантона входят восточные кварталы города Гавр.

## Политика
С 2021 года кантон в Совете департамента Приморская Сена представляют вице-мэры города Гавр Паскаль Крамуазан (Pascal Cramoisan) и Луиза Куппе (Louisa Couppey) (оба — Республиканцы).
|                | Кандидаты                     | Партия                   | Первый тур | Первый тур     | Второй тур | Второй тур |
| Кол-во голосов | Кандидаты                     | Партия                   | % голосов  | Кол-во голосов | % голосов  |            |
| -------------- | ----------------------------- | ------------------------ | ---------- | -------------- | ---------- | ---------- |
|                | Паскаль Крамуазан Луиза Куппе | Правый блок              | 1 737      | 36,51          | 2 326      | 51,38      |
|                | Надин Лауссен Лоран Логью     | Левый блок               | 1 891      | 39,75          | 2 201      | 48,62      |
|                | Избаель Ле Коз Кристоф Эбер   | Национальное объединение | 1 129      | 23,73          |            |            |

|                | Кандидаты                        | Партия                  | Первый тур | Первый тур     | Второй тур | Второй тур |
| Кол-во голосов | Кандидаты                        | Партия                  | % голосов  | Кол-во голосов | % голосов  |            |
| -------------- | -------------------------------- | ----------------------- | ---------- | -------------- | ---------- | ---------- |
|                | Луиза Куппе Себастьян Тассери    | Правый блок             | 2 488      | 27,46          | 4 801      | 62,23      |
|                | Дамьян Ленуар Мишлин Люка        | Национальный фронт      | 2 737      | 30,21          | 2 914      | 37,77      |
|                | Матьё Брасс Флоранс Мартен-Перон | Социалистическая партия | 1 963      | 21,67          |            |            |
|                | Жан-Луи Жегадан Надин Лауссен    | Левый фронт             | 1 872      | 20,66          |            |            |